# Enrique Santiago Fernández
Enrique Santiago Fernández (ur. 21 marca 1944 w Rosario, zm. 12 listopada 2003) – argentyński piłkarz grający podczas kariery na pozycji pomocnika.

## Kariera klubowa
Enrique Fernández rozpoczął karierę w klubie Rosario Central w 1962. W 1964 przeszedł do River Plate. W 1968 wyjechał do kolumbijskiego klubu Millonarios FC. W 1969 powrócił do River Plate. Ogółem w latach 1962–1968 rozegrał w lidze argentyńskiej 76 meczów, w których strzelił 7 bramek. W 1970 powrócił do Deportivo Cali, w którym rok później zakończył karierę. Z Deportivo zdobył mistrzostwo Kolumbii w 1970.

## Kariera reprezentacyjna
W reprezentacji Argentyny Fernández zadebiutował 20 marca 1963 w wygranym 4-2 meczu z Kolumbią w Mistrzostwach Ameryki Południowej. Na turnieju w Boliwii Argentyna zajęła trzecie miejsce. Na turnieju wystąpił w czterech meczach z Ekwadorem, Brazylią, Boliwią i Paragwajem. Ostatni raz w reprezentacji wystąpił 29 października 1963 w przegranym 2-3 meczu w Copa Rosa Chevallier z Paragwajem. Ogółem w barwach albicelestes wystąpił w 8 meczach, w których zdobył jedną bramkę.
| Mecze i gole w reprezentacji | Mecze i gole w reprezentacji | Mecze i gole w reprezentacji | Mecze i gole w reprezentacji | Mecze i gole w reprezentacji | Mecze i gole w reprezentacji | Mecze i gole w reprezentacji |
| #                            | Data                         | Miasto                       | Przeciwnik                   | Gol                          | Wynik                        | Rozgrywki                    |
| ---------------------------- | ---------------------------- | ---------------------------- | ---------------------------- | ---------------------------- | ---------------------------- | ---------------------------- |
| 1.                           | 20.03.1963                   | Cochabamba                   | Ekwador                      |                              | 4:2                          | Copa América                 |
| 2.                           | 24.03.1963                   | La Paz                       | Brazylia                     |                              | 3:0                          | Copa América                 |
| 3.                           | 28.03.1963                   | La Paz                       | Boliwia                      |                              | 2:3                          | Copa América                 |
| 4.                           | 31.03.1963                   | La Paz                       | Paragwaj                     |                              | 1:1                          | Copa América                 |
| 5.                           | 13.03.1963                   | São Paulo                    | Brazylia                     |                              | 3:2                          | Copa Julio Roca              |
| 6.                           | 16.03.1963                   | Rio de Janeiro               | Brazylia                     | Gol                          | 2:5                          | Copa Julio Roca              |
| 7.                           | 15.10.1963                   | Asunción                     | Paragwaj                     |                              | 4:0                          | Copa Rosa Chevallier         |
| 8.                           | 29.10.1963                   | Buenos Aires                 | Paragwaj                     |                              | 2:3                          | Copa Rosa Chevallier         |